# 那坡県
那坡県（なは-けん）は中華人民共和国広西チワン族自治区百色市に位置する県。

## 行政区画
- 鎮:城廂鎮、平孟鎮、竜合鎮
- 郷:坡荷郷、徳隆郷、百合郷、百南郷、百省郷、百都郷